# Лесозаготовительный комбайн
Лесозаготовительный комбайн, бытует также англицизм «харвестер» (англ. harvester, от harvest «собирать урожай») — машина, выполняющая четыре и более операций (валка, обрубка сучьев, подтрелёвка, раскряжёвка, сортировка). Если менее четырёх, то называется валочная машина.
Установленный в кабине оператора компьютер позволяет управлять работой головки комбайна и задавать длины кряжуемых сортиментов. Программа имеет автоматический режим для достижения максимального выхода деловой древесины при раскрое, ведёт учёт количества заготовленной массы.
Комбайн использует клешню для повадки деревьев.

## Галерея

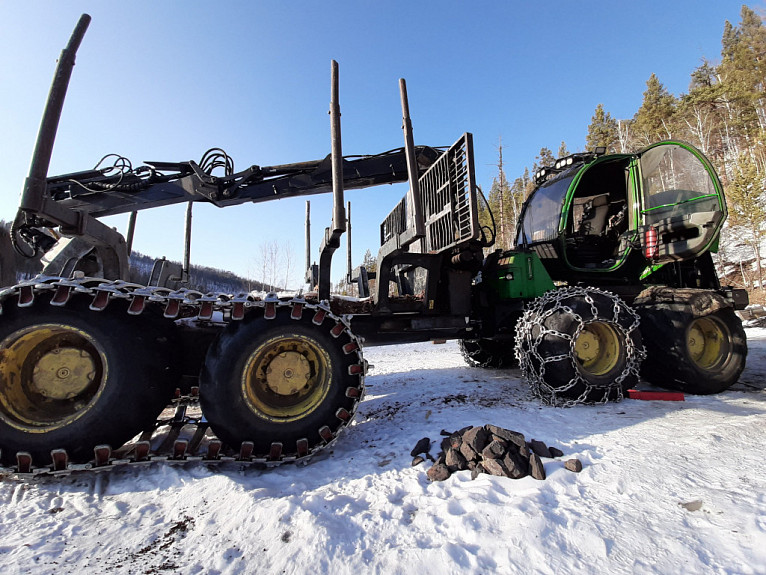
Лесозаготовительный комплекс (харвестер) за работой. Бурятия, Россия
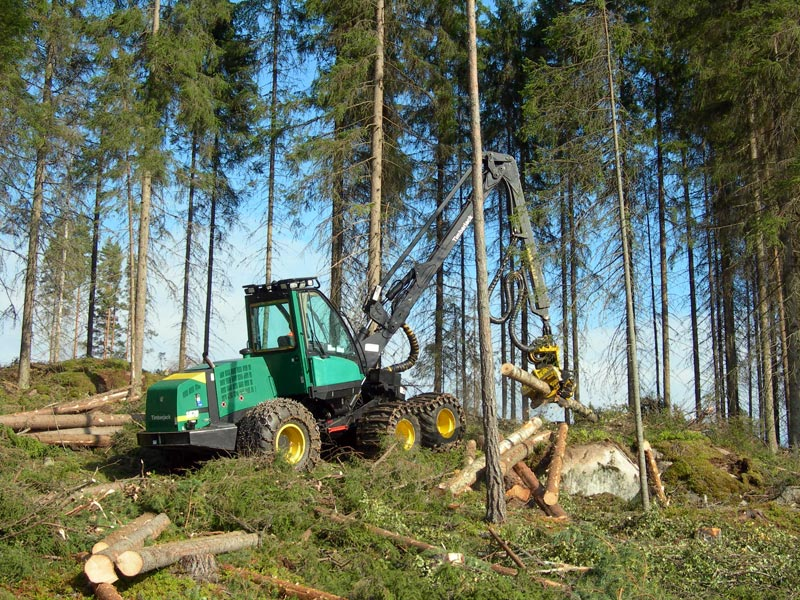
Лесозаготовительный комбайн в работе
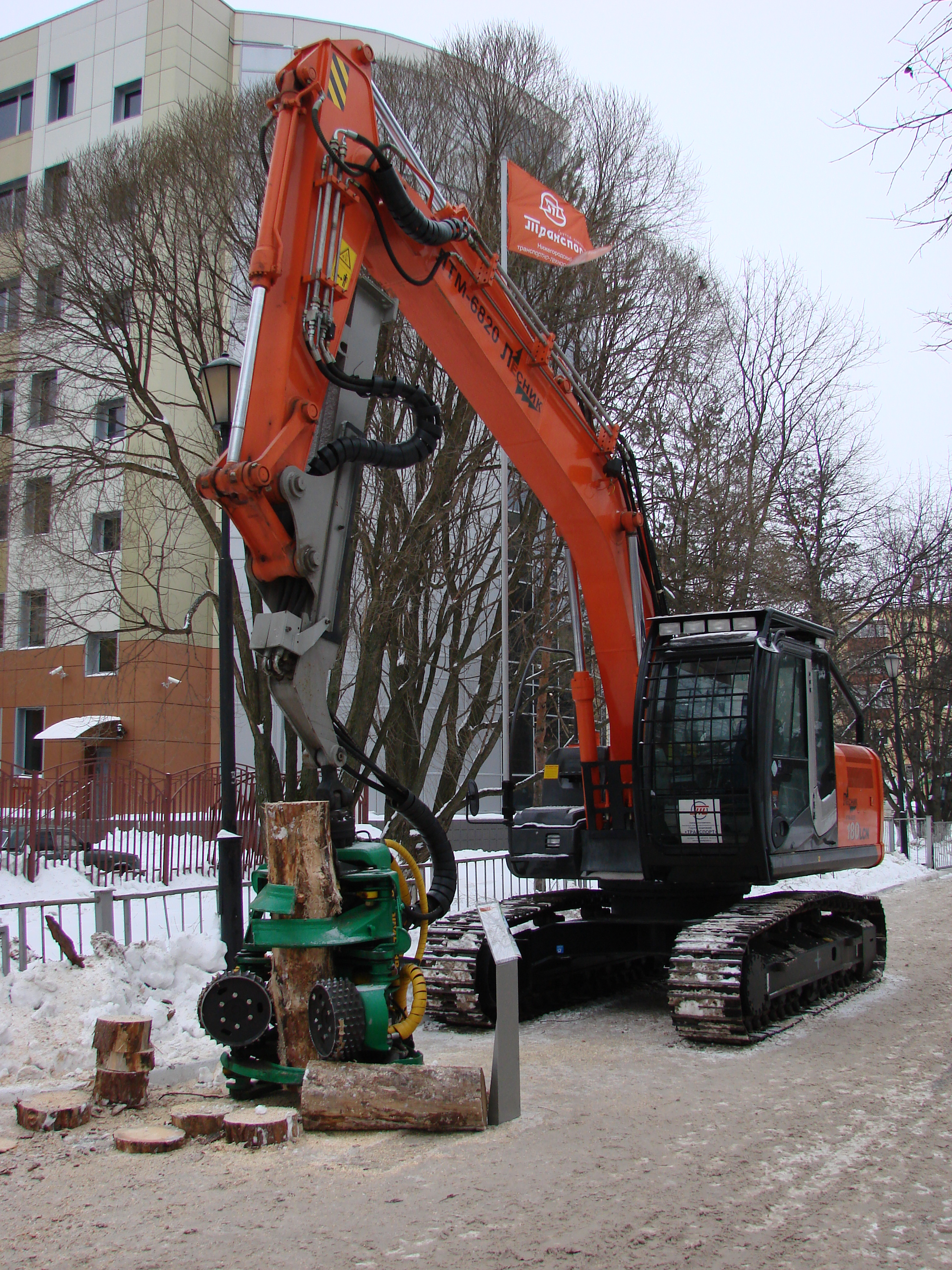
Лесозаготовительный комбайн на выставке